# The Light in the Dark
The Light in the Dark (später The Light of Faith in einer kürzeren Version) ist ein US-amerikanischer Stummfilm  aus dem Jahr 1922. Der Spielfilm wurde von Clarence Brown inszeniert und zeigt Lon Chaney und Hope Hampton in den Hauptrollen. Es existiert ein Standbild, das Lon Chaney in der Rolle von Tony Pantelli zeigt. Einige Szenen (hauptsächlich die, in denen der Heilige Gral leuchtet) wurden in Farbe gedreht.

## Geschichte
Der ursprüngliche 63-minütige Spielfilm wurde später in eine gekürzte 33-minütige Version umgeschnitten, die unter dem Titel The Light of Faith in den 1920er Jahren an Schulen und in Kirchen verbreitet wurde. Ein Filmvertrieb aus Rhode Island, der auf religiöse Themen spezialisiert war, erwarb den Film Mitte der 1920er Jahre und schnitt ihn auf 33 Minuten um, wobei der Handlungsstrang um den Heiligen Gral betont wurde. Da durch ein Gesetz des Bundesstaates vorgeschrieben war, dass Filme für Schulen und Kirchen (der Hauptmarkt dieses Vertriebs) auf nicht brennbarem Sicherheitsfilm verliehen werden mussten, existiert diese mehrfarbige Version noch heute. Die vollständige 63-minütige Version existiert nicht mehr.
Jahre später wurde vom George Eastman House International Museum of Photography and Film eine 70-minütige Rekonstruktion produziert.

## Handlung
Das Garderobenmädchen Bessie MacGregor (Hope Hampton) wird vom Auto der wohlhabenden Gesellschaftsdame Mrs. Templeton Orrin (Teresa Maxwell-Conover) angefahren, die Bessie in ihr Haus aufnimmt, während sie sich erholt. Mrs. Orrins Bruder, J. Warburton Ashe (E.K. Lincoln), sagt, er liebe Bessie und flirtet mit ihr, doch als sie erfährt, dass er es nicht ernst mit ihr meint, flieht sie mit gebrochenem Herzen aus dem Haus.

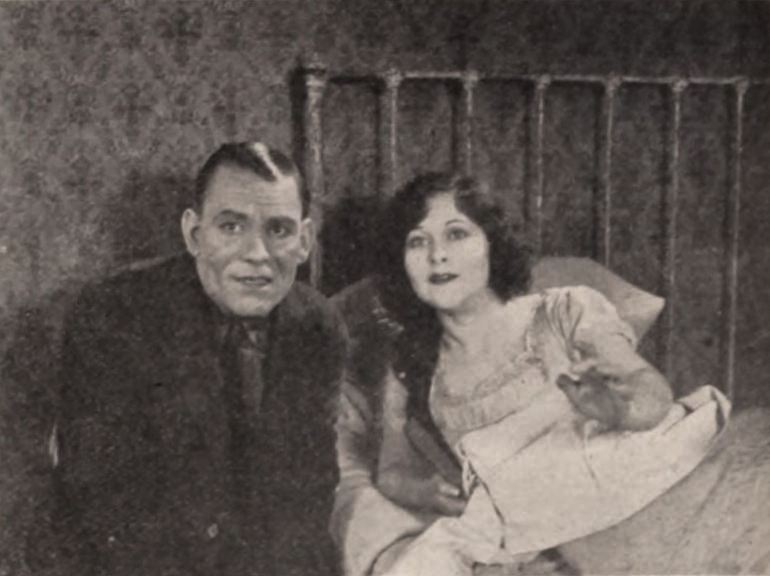
Hope Hampton und Lon Chaney in The Light in the Dark (1922)

Hier beginnt die 33-minütige Fassung: Bessie mietet mit ihrem letzten Geld ein Zimmer in einer Pension und sucht einen Job. Da sie keine Arbeit findet, bricht Bessie eines Tages in der Pension, in der sie lebt, vor Hunger zusammen. Die Vermieterin, Mrs. Flaherty (Dorothy Walters) und ein weiterer Untermieter, ein einfacher Mann namens Tony Pantelli (Lon Chaney), beginnen, Bessie wieder gesund zu pflegen. Tony ist in Bessie verliebt, verbirgt aber seine Zuneigung, weil er das Gefühl hat, dass sie zu gut für ihn ist. Ein Arzt diagnostiziert bei Bessie ein Herzproblem und fordert sie auf, so viel wie möglich im Bett zu bleiben.
Als Ashe erkennt, dass er Bessie falsch behandelt hat, hat er keine Ahnung, wohin sie gegangen ist. Daher macht er eine Reise nach England, um sie zu vergessen. Während eines Jagdausflugs findet er in den Ruinen eines Klosters einen mysteriösen Kelch, den die Einheimischen für den Heiligen Gral halten. Mrs. Orrin fordert ihren Bruder auf, nach Hause zurückzukehren, um Bessie zu finden, und er bringt den Heiligen Gral mit nach New York.
Dieser Abschnitt ist nicht in der gekürzten Fassung enthalten: Als Tony Pantelli sieht, dass Bessie medizinische Versorgung benötigt, versucht er Geld zu sammeln, indem er den Kelch stiehlt und ihn an ein Pfandhaus gibt. Die Polizei findet den Kelch später bei einer Razzia im Laden des Pfandleihers. Neuigkeiten von geheimnisvollen Heilkräfte des Bechers und die Art und Weise, wie er im Dunkeln leuchtet, gelangen in die Zeitungen. Die Polizei gibt ihn an Ashe zurück, der ihn in seinem Haus auf einen Kaminsims stellt.

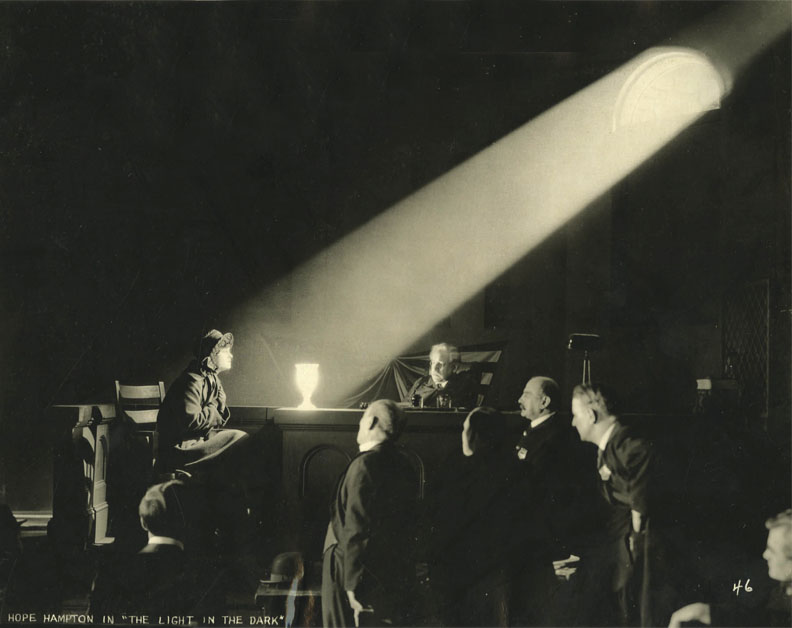
Werbefoto (1922)

Die bearbeitete Version greift hier noch einmal auf: Von ihrem Krankenbett aus liest Bessie in einer Zeitung, dass Ashe den Heiligen Gral gefunden hat. Nachdem Bessie Tony dessen Legende erzählt hat, stiehlt er den Kelch, diesmal mit der Absicht, seine magischen Kräfte zu nutzen, um Bessies Herzversagen zu heilen. Sie berührt den leuchtenden Kelch und erholt sich sofort, aber Tony wird mit dem Diebesgut erwischt und wegen Diebstahls vor Gericht gestellt. Während des Prozesses werden Bessie und Ashe wieder vereint und Ashe konvertiert zum Glauben. Als er den Pokal im Gerichtssaal glühen sieht, lässt er die Anschuldigungen gegen Tony fallen. Aus der Haft entlassen, verlässt Tony das Gerichtsgebäude mit gebrochenem Herzen, nachdem er beobachtet hat, wie sich Bessie und Ashe umarmen. Tony rettete Bessie das Leben und brachte die beiden Liebenden wieder zusammen, doch am Ende des Films verlässt er das Gerichtsgebäude ganz alleine.
Die folgende Szene befand sich angeblich in der Langfassung des Films: Später gesteht der Pfandleiher, jetzt im Sing-Sing-Gefängnis, dass das mysteriöse Leuchten von etwas Radium herrührte, das er in den Kelch gegeben hatte.

## Produktion
The Light in the Dark wurde im Dezember 1923 in New York City und im Paragon Studio in Fort Lee, New Jersey gedreht.
Der Film war kein Kassenerfolg.

## Kritik
„Mit der Einführung des neuen Verfahrens der Farbfotografie hat Associated First National ein doppelt gesichertes Angebot gemacht, das vom Standpunkt des Materials und der Behandlung große Zufriedenheit verspricht … [der Film] hat ein eindringliches Thema und symbolische Schönheit … Lon Chaney spielt eine Rolle der Art, in der er sich als außergewöhnlich geschickt erwiesen hat. Dies ist ein wirklich mitfühlender Beitrag von ihm.“

„Wenn seine Geschichte auch nur halb so viel Wert besäße wie seine technische Ausstattung, hätte er sich vielleicht als Welterfolg erwiesen. Das ist nicht der Fall, also ist er es nicht ... Mr. Chaney ist ein etwas freundlicherer Gauner als gewöhnlich, und Mr. Lincoln kämpft sich in der reichen, aber wenig überzeugenden Heldenrolle durch.“